# Han Hee-won
Han Hee-won, född 10 juni 1978 i Seoul, är en sydkoreansk före detta golfspelare. Hon gick på Rukoku-universitetet och blev professionell 1998.
År 1998 tävlade hon på Koreanska LPGA-touren och Japanska LPGA-touren, och blev årets nykomling på JLPGA-touren. 1999 vann hon två gånger i Japan. Hon kvalificerade till LPGA-touren vid 2000 års kvalificering och har spelat främst i USA sedan 2001. Hon blev årets nykomling under sin första säsong i USA och har vunnit åtta LPGA-tävlingar. I februari 2006 rankades hon på nionde plats på golfens världsranking för damer.

## Segrar
- 1999 NEC Kairuzawa Tournament, Osaka Women's Open (båda på JLPGA-touren)
- 2003 Sybase Big Apple Classic, Wendy's Championship for Children at Tartan Fields (båda på LPGA Tour)
- 2004 Safeway Classic (LPGA Tour)
- 2005 Office Depot Championship (LPGA Tour)